# Oyster Bay Cove
Oyster Bay Cove – wieś w Hrabstwie Nassau (stan Nowy Jork (stan), USA. Ludność 2,262 (2000 r.). Wioska Oyster Bay Cove jest północną częścią miasta Oyster Bay.

## Geografia
Według danych Amerykańskiego Urzędu Statystycznego, wioska zajmuje powierzchnię 11,0 km² (4,3 mi²), w tym 10,9 km² (4,2 mi²)zajmują lądy, a 0,2 km² (0,1 mi²) woda.

## Demografia
Spis ludności z 2000 roku, wykazał 2,262 mieszkańców, 725 gospodarstw domowych I 633 rodziny mieszkające w wiosce. Gęstość zaludnienia wynosiła 207,9/km² (538,1/mi²). Podział rasowy: 90,23% Biali, 1,77% Afroamerykanie, 0,09% Rdzenni Amerykanie, 5,97% Azjaci, 0,97% inne rasy i 0,97% z dwóch lub więcej ras. Hiszpanie i Latynosi z różnych ras stanowili 1,68% populacji.
W wiosce podział ze względu na wiek przedstawiał się następująco: 28,4% osób było poniżej 18 roku życia, 5,5% między 18 a 24 rokiem życia, 21,9% między 25 a 44, 32% między 45 a 64 a tylko 11,9% mieszkańców miało więcej niż 65 lat. Średni wiek wynosił 42 lata. Na każde 100 kobiet przypadało 94,7 mężczyzn. Na każde 100 kobiet w wieku 18 lat i powyżej przypadało 98,5 mężczyzn.
Średnia przychód dla gospodarstwa domowego w wiosce wynosił ok. 200 000$. Mężczyźni mieli przychody powyżej 100 000$ a kobiety średnio 53,750$. PKB na jednego mieszkańca wynosiło 103,203$. Około 1,3% rodzin i 2,6% populacji żyło poniżej poziomu ubóstwa, wliczając, że 0,8% z Nich nie przekroczyło 18 roku życia, a 5,6% przekroczyło wiek 65 lat.